# Neobernaya spadicea
Espèce
Synonymes
- Cypraea spadicea
- Zonaria spadicea

Répartition géographique
Neobernaya spadicea est une espèce de gastéropodes,

## Répartition
On trouve ce gastéropode sur les côtes de la Californie.